# Політика «собачого свистка»
Політика «собачого свистка» — засіб політичного послання, де використовується особлива кодова мова, яка несе певний зміст для широкої аудиторії, при тому має додатковий, інший, або детальніший зміст для цільової підгрупи. Фраза часто має негативне забарвлення через оманливий характер цього засобу у спілкуванні.

## Походження та значення
Термін створено за аналогією до високочастотного собачого свистка, який чують собаки, але не чують люди. Термін відрізняється від «кодових слів», які використовуються в деяких професіях. Словосполучення «політика „собачого свиска“» використовується винятково у політичному контексті.

Згідно з американським журналістом Вільямом Сафайром, термін «собачий свисток» стосовно політики походить від використання цього словосполучення у сфері соціологічних опитувань населення. Сафайр цитує директора з опитувань в газеті Вашингтон пост, який у 1988 році писав:
ледве помітні зміни слів у запитанні деколи призводять до відчутно інших результатів… Дослідники називають цей феномен «ефект собачого свистка». Ті, хто відповідають на опитування, чують у запитанні щось таке, чого дослідники не мали на увазі. 
Сафайр припускає, що працівники передвиборчих кампаній запозичили термін у соціологів політичних опитувань.
Дослідниця Аманда Лоурі пише у книжці «Голосування за Ісуса. Християнство та політика в Австралії» про цілі застосування «собачого свистка» у політиці — привабити якнайбільше виборців, при тому відштовхнути якнайменше. Вона наводить приклад широкого застосування привабливих слів «родина» та «цінності», які набувають додаткового змісту для християн, при тому не відштовхують нехристиянських виборців відкритими християнськими посланнями.
Австралійський політолог Роберт Гудін стверджує, що тактика собачого свистка у політиці підриває демократію, тому що виборці по-різному тлумачать послання політиків і по-різному розуміють, що саме вони підтримують та обирають. Після виборів стає зрозуміло, що той факт, що виборці на поверхні підтримували одну і ту ж річ, насправді є «демократичною безглуздістю» та не надає політику, який застосовував собачий свисток, права представляти виборців.